# Deutscher Katalanistenverband
Deutscher Katalanistenverband (Associació Germano-Catalana, DKV) és el nom adoptat des del 1997 per la Deutsch-Katalanische Gesellschaft (DKG), fundada el 1983 per Tilbert Dídac Stegmann. Té com a objectiu la representació i el foment de la catalanística de manera científica en territori germanoparlant mitjançant la realització d'activitats diverses en els àmbits lingüístic, literari, cultural i polític. Publica electrònicament la Mitteilungen des Deutschen Katalanistenverbandes (Notícies de l'Associació Germano-Catalana), organitza xerrades i col·loquis (anomenats Katalanistentag; el 2016 se celebrà a Bamberg el 25è), concedeix la beca de recerca Rudolf Brummer per a investigadors de catalanística a Alemanya i el Premi Brigitte Schlieben-Lange de Catalanística per un treball universitari de final de carrera. La seva seu és a Münster (Renània del Nord-Westfàlia). El president actual (2020) és Benjamin Meisnitzer, catedràtic de la Universitat de Leipzig.